# دوگا پویانا (سینیتسا)
دوگا پویانا (به صربی: Duga Poljana) یک منطقهٔ مسکونی در صربستان است که در سینیتسا واقع شده‌است. دوگا پویانا ۵۹۴ نفر جمعیت دارد و ۱٬۱۶۹ متر بالاتر از سطح دریا واقع شده‌است.